# Imperial (Madrid)
Imperial es el nombre de uno de los barrios administrativos del distrito de Arganzuela, en Madrid (España). Tiene forma irregular y está situado en el límite noroccidental del distrito, encontrándose delimitado por el puente de Segovia y la calle de Segovia al norte; la ronda de Segovia y la calle de Toledo al este; y el río Manzanares al oeste y al sur. Está rodeado por los barrios de Palacio (distrito Centro) al norte; Puerta del Ángel y Los Cármenes (distrito Latina) al oeste; San Isidro (Carabanchel) al sur y Las Acacias (perteneciente a su mismo distrito de Arganzuela) al este. Dentro del sistema actual de división de la ciudad, el distrito de Arganzuela tiene el código 02 y el barrio Imperial, el 21. Su superficie total en hectáreas es de 96,77.

## Historia
Como en toda la ribera del Manzanares, en el barrio se han encontrado gran cantidad de fósiles de los animales que poblaban el valle del Manzanares en tiempos prehistóricos (aquí se encuentra el importante yacimiento de la Hidroeléctrica).

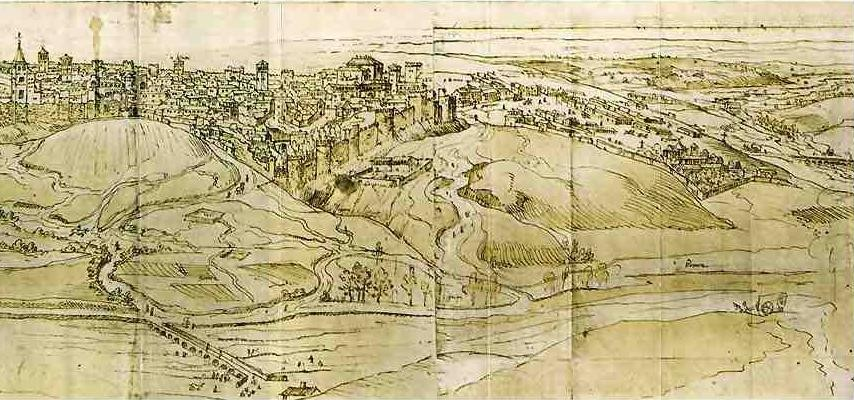
En este fragmento de la famosa vista de Madrid dibujada por Anton Van der Wyngaerde en 1562, puede verse el solar sobre el que surgiría el barrio Imperial y los dos puentes que le sirven de límites: a la izquierda, el antiguo de Segovia (faltaban veintidós años para que Juan de Herrera construyese el actual) y en el extremo derecho el de Toledo (faltaban 150 años para que Pedro de Ribera construyese el que conocemos). Faltan más de cuatrocientos años para que el terreno valdío a la derecha, dentro del meandro del río, sea ocupado por el estadio Vicente Calderón.

Ya en época histórica, donde los actuales puentes de Segovia y Toledo, que sirven de límite norte y sur al barrio, existieron otros anteriores, derribados repetidamente por el río, que servían de comunicación con el oeste y el sur de la península. En 1584, Juan de Herrera construye, por encargo de Felipe II, el puente de Segovia que conocemos en la actualidad.
Casi un siglo después, en el plano de Pedro Teixeira, de 1656, aparece el área claramente dividida en dos. Por un lado, las zonas oriental y sur, es decir, la ribera del Manzanares, es un terreno llano, formado por los depósitos arrastrados por el río. Hacia el este, el barrio asciende por el talud que conduce hasta la zona de la actual ronda de Segovia, que se encuentra mucho más alta: en su comienzo, esquina a la calle de Segovia, está a veinte metros sobre el nivel del río, mientras que el final, en la puerta de Toledo, sube otros veinte más. En el plano se observa un paseo flanqueado por árboles que comienza junto a la "puerta de la Puente" (posteriormente llamada "de Segovia"), situada donde hoy empieza la ronda. El paseo discurre por lo que hoy es el primer tramo de la ronda de Segovia y luego, por el actual paseo de los Melancólicos, desciende hasta la zona del pontón de San Isidro (hoy en día puente), donde figura un molino. Al norte, junto al puente, hay una zona de huertas y, junto al río, unos pequeños edificios, los lavaderos.
Ya en época de Carlos III, el ingeniero José Salcedo se encarga de diseñar varios paseos arbolados en la zona. Por un lado están los dos tridentes (tres calles que salen de un mismo punto) en torno a lo que actualmente es el último tramo de la calle de Toledo, entonces llamado paseo de los Ocho Hilos, por tener ese número de hileras de árboles. El tridente que parte de la puerta de Toledo, está formado por los paseos de los Pontones, Ocho Hilos y Olmos; y el que parte de la actual glorieta de Pirámides lo componen el paseo Imperial, el de los Ocho Hilos y el de las Acacias. En lo que atañe más estrictamente al barrio Imperial, Salcedo prolonga el citado Imperial en línea recta hasta su confluencia con el punto en que la ronda, que surgiría como paseo posteriormente, gira hacia el este para adaptarse a la topografía. El actual paseo de los Melancólicos es la parte inferior del antiguo paseo que unía la puerta de Segovia con el puente de San Isidro. Todo esto está reflejado en el mapa del cartógrafo Tomás López de Vargas Machuca, donde también se forma una plaza en la confluencia de los paseos de los Pontones e Imperial, origen de la actual de Francisco Morano. Según Pedro de Répide, en documentos del siglo XVIII ya se llamaba a estos paseos imperiales, origen del nombre del actual barrio.

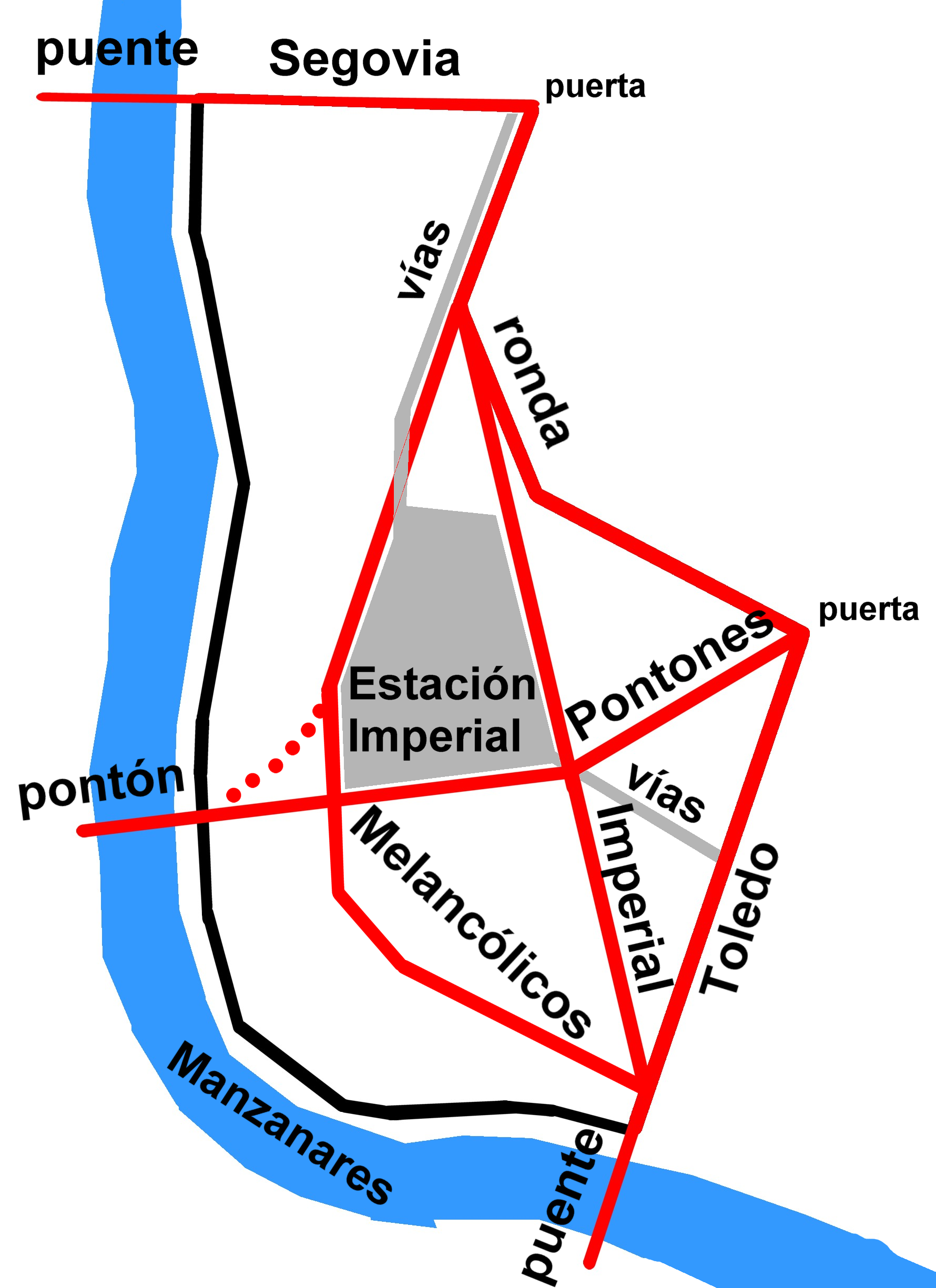
Esquema del barrio con los principales puntos que condicionan su evolución histórica.

En 1860 se aprueba el Plan de Ensanche de Madrid de Carlos María de Castro, que en lo que respecta al barrio sólo planeaba construir en el triángulo delimitado por el paseo Imperial, la calle Toledo y la ronda de Segovia, ya que Castro consideraba que el resto, por "lo accidentado del terreno y las brumas del río" no era edificable. Sin embargo, en 1866 se inaugura el ferrocarril de circunvalación, al que Castro se opuso, que une las estaciones de Atocha y Príncipe Pío (entonces llamada del Norte). Las vías entraban en el barrio por la actual calle del Doctor Vallejo-Nágera y discurrían luego por el paseo de los Melancólicos y el primer tramo de la ronda de Segovia, haciendo todo el recorrido por dentro de una trinchera. La instalación del ferrocarril hace que, poco a poco, el barrio, y todo el distrito de Arganzuela, se vaya llenando de fábricas y adquiera el carácter industrial que conservaría durante más de un siglo, acrecentado con la construcción en 1880 de la estación de Imperial, dedicada exclusivamente a mercancías y ubicada entre los paseos de los Melancólicos, Imperial y Pontones.
Durante la mayor parte del siglo XX la zona es una pintoresca mezcla de viviendas residenciales de clase media y baja, industrias y almacenes. Las primeras se ubican sobre todo al norte del paseo Imperial, aunque aquí también hay actividad industrial, y en el tercio norte del barrio. En mayo de 1962 entra en funcionamiento la fábrica de cervezas Mahou, entre los paseos de Pontones e Imperial y la calle Alejandro Dumas, que fue la principal industria del barrio hasta su traslado en 1993 a Alovera (el edificio fue demolido en 2011). En 1966 se inaugura el estadio Vicente Calderón en la zona situada entre los puentes de San Isidro y Toledo, que seguía sin ocupar. Las gradas del edificio, obra del arquitecto Javier Barroso y Sánchez-Guerra, estaban pegadas al río, por lo que la autopista de circunvalación M-30 discurría bajo ellas. También es de destacar la estación transformadora de Hidroeléctrica.
En 1988 se soterran las vías del tren de circunvalación creándose el pasillo verde ferroviario, con lo que el barrio pierde definitivamente el carácter industrial que ya venía decayendo desde hacía dos décadas. En 2007 se soterra la autopista M-30. Sobre el terreno liberado se construyó el parque de Madrid Río. Actualmente solo discurre por la superficie un tramo de la M-30 que coincide con la zona del estadio de fútbol ya demolido Vicente Calderón. Se tiene previsto soterrar esta zona y terminar de conectar está orilla del parque Madrid Río.

## Población
Según el Anuario estadístico de 2006 del Ayuntamiento de Madrid, la población total del barrio es de 22.942 habitantes
Según datos de 2017 de la misma institución, la población total ha descendido a 22.646 habitantes, que se desglosan por sexo y nacionalidad del siguiente modo:
|         | Españoles | Extranjeros | Total  |
| ------- | --------- | ----------- | ------ |
| Hombres | 9.797     | 675         | 10.472 |
| Mujeres | 11.352    | 822         | 12.174 |
| Total   | 21.149    | 1.497       | 22.646 |

## Turismo
Los puntos turísticos más importantes del distrito son:
- Puerta de Toledo
- Puente de Segovia
- Puente de Toledo
- Río Manzanares. Tras el soterramiento de la M-30, se construyó el parque de Madrid Río.
- Estadio Vicente Calderón

## Transportes

### Cercanías Madrid
Ninguna estación de Cercanías da servicio al barrio. Sin embargo, las estaciones de Pirámides y Príncipe Pío (C-7 y C-10) y la de Embajadores (C-5) están en barrios aledaños, y puede decirse que dan servicio a zonas del mismo. Además están bien comunicadas con el barrio mediante autobuses:
- Pirámides: Autobuses 36 y 62
- Príncipe Pío: Autobuses 41, 62 y Circular
- Embajadores: Autobuses 36, 41 y Circular

### Metro de Madrid
El barrio posee una única estación de metro en Puerta de Toledo, si bien la estación de Pirámides (en el vecino barrio de Acacias) es más cercana para gran parte de los vecinos del barrio. Ambas estaciones pertenecen a la línea 5.

### Autobuses
Debido a su desabastecimiento por parte de transportes ferroviarios, los autobuses son muy importantes de cara a la movilidad del barrio. Las líneas que le prestan servicio son:
| Línea | Terminales                       |
| ----- | -------------------------------- |
| 17    | Plaza Mayor – Parque Europa      |
| 18    | Plaza Mayor – Villaverde Cruce   |
| 23    | Plaza Mayor – Villaverde Cruce   |
| 34    | Cibeles – Las Águilas            |
| 35    | Plaza Mayor – Carabanchel Alto   |
| 36    | Atocha – Campamento              |
| 41    | Atocha – Colonia Manzanares      |
| 50    | Plaza Mayor – Avda. Manzanares   |
| 60    | Plaza de la Cebada – Orcasitas   |
| 62    | Cristo Rey – Los Puertos         |
| 116   | Embajadores – Villaverde Cruce   |
| 118   | Embajadores – La Peseta          |
| 119   | Atocha – Barrio de Goya          |
| 148   | Callao – Puente de Vallecas      |
| C1    | Circular 1                       |
| C2    | Circular 2                       |
| N12   | Cibeles – Butarque               |
| N15   | Cibeles – Hospital 12 de Octubre |
| N16   | Cibeles – La Peseta              |
| N18   | Cibeles – Las Águilas            |
| N19   | Cibeles – San Ignacio            |
| N26   | Alonso Martínez – Aluche         |
| NC1   | Circular 1                       |
| NC2   | Circular 2                       |